# سورين سورينسن
سورين سورينسون (بالدنماركية: S.P.L. Sørensen)‏ Søren Peter Lauritz Sørensen i, هو عالم كيميائي دانماركي، ولد في 9 يناير 1868 وتوفي في 13 فبراير 1939 ، عمل في الكيمياء الحيوية.

## حياته وإنجازاته
حصل سورينسون على الدكتوراة من جامعة كوبنهاغن. وخلف مدير قسم الكيمياء يوهان كيلدال في مركز أبحاث كاراسبرج بين عامي 1901 و 1938. في هذا الوقت كان يقوم بدراسة تأثير تركيز الأيونات على تحليل البروتين، وتعمق في ذلك حتى أصبح خبيرا في ترموديناميكا كيمياء البروتينات. وكانت زوجته مارحريت هويروب تساعده في أعماله.
من أعظم إنجازات سورينسون وضع مقياس الباهاء pH أو أس هيدروجيني عام 1909. كما يقترن اسمه باسم محلول منظم يعرف باسمه، وكذلك العيارية وطريقة تحضير أوكسالات الصوديوم.
كتب سورينسون بحوثه عن الباهاء واستخدم pH لوضع مقياس الأس الهيدروجيني لقياس حمضية محلول، ووصف طريقتين لتعيينه. وكانت الطريقة الأولى التي استخدمها تعتمد على الأقطاب الكهربية، ثم عمل على استخدام مقارنة ألوان العينات باستخدام محاليل مؤشرات اختارها لهذا الغرض.),.

## روابط خارجية
- سورين سورينسن على موقع الموسوعة البريطانية (الإنجليزية)